# Selepa hampsoni
Selepa hampsoni är en fjärilsart som beskrevs av Embrik Strand 1917. Selepa hampsoni ingår i släktet Selepa och familjen trågspinnare. Inga underarter finns listade i Catalogue of Life.